# 協和站 (雅典地鐵)
協和站（羅馬化：Stathmos Omonoia）是一個位於希臘雅典協和廣場的地鐵站，有雅典地鐵1號線和2號線停靠。
首代車站在1895年啟用，在1930年全面重新設計成地鐵站。2000年2號線月台啟用。

## 車站結構

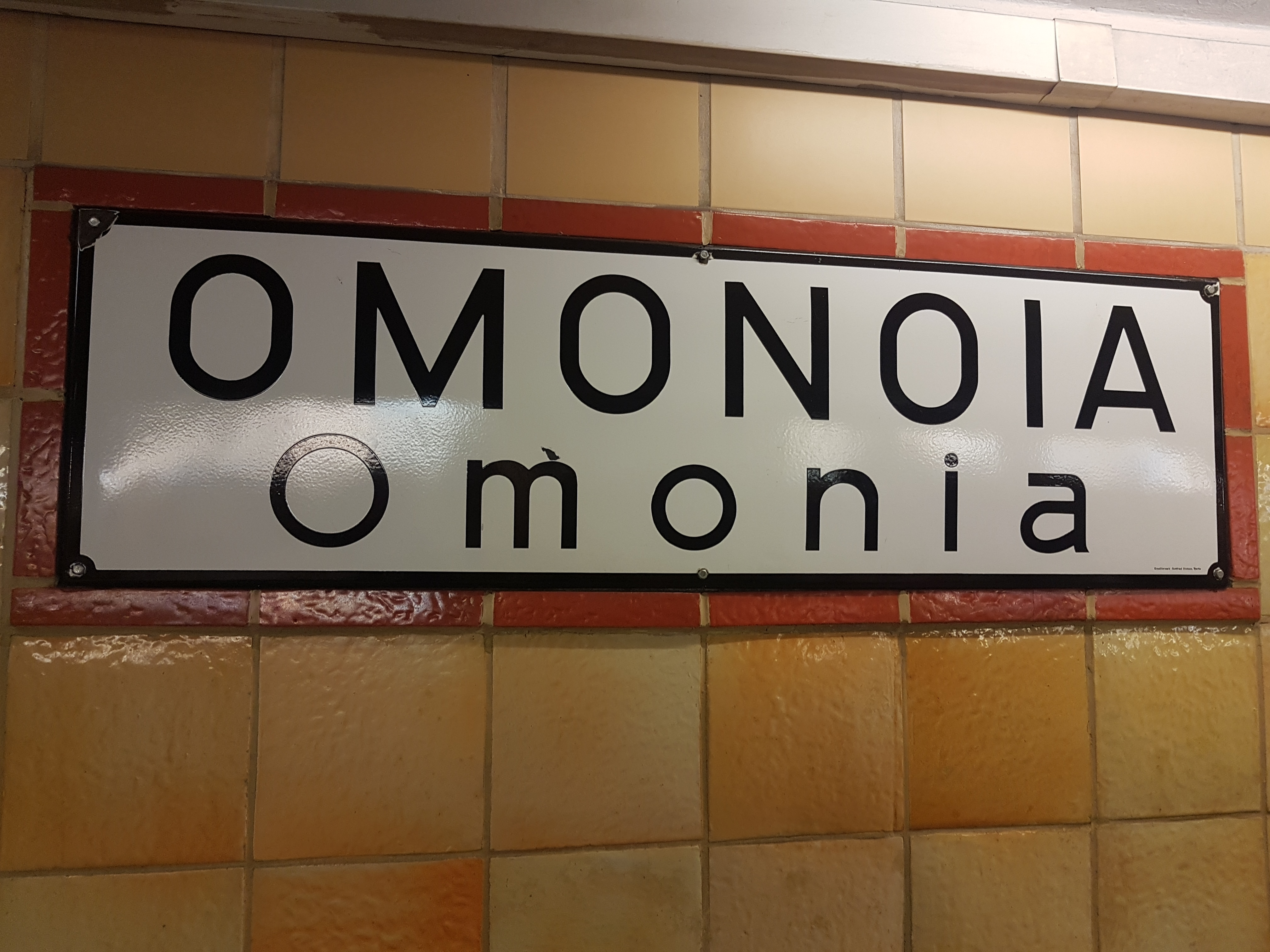
協和站

| G 地面 | -                                  | 出口                               |
| C 大堂 | 大堂                               | 客戶服務、售票處                   |
| L1層   | 側式月台（西班牙式月台佈局），出城 | 側式月台（西班牙式月台佈局），出城 |
| L1層   | 1號月台                            | 往比雷埃夫斯（修道院）             |
| L1層   | 島式月台（西班牙式月台佈局），入城 |                                    |
| L1層   | 2號月台                            | 往基菲西亞（維多利亞）             |
| L1層   | 側式月台（西班牙式月台佈局），出站 |                                    |
| L2層   | 商店                               | 商店、自動櫃員機                   |
| L3層   | 側式月台，右側開門                 | 側式月台，右側開門                 |
| L3層   | 1號月台                            | 往安東波利（絲綢廠）               |
| L3層   | 2號月台                            | 往希臘（大學）                     |
| L3層   | 側式月台，右側開門                 |                                    |

## 外部連結
维基共享资源上的相關多媒體資源：協和站